# ميدان الأبطال الوطنيين
ميدان الأبطال الوطنيين، المعروفة سابقًا باسم ساحة الطرف الأغر، في بريدج تاون، عاصمة دولة باربادوس.
يقع الميدان على طول شارع أبر برود، على الضفة الشمالية لنهر كاريناج، الواقع مباشرةً في قلب بريدج تاون.
اعتمد الاسم الحالي لميدان الأبطال الوطنيين في 22 أبريل 1999 ودخل حيز التنفيذ رسميًا في 28 أبريل 1999.

## الصور
هذه بعض صور الميدان والمعالم المحيطة به:

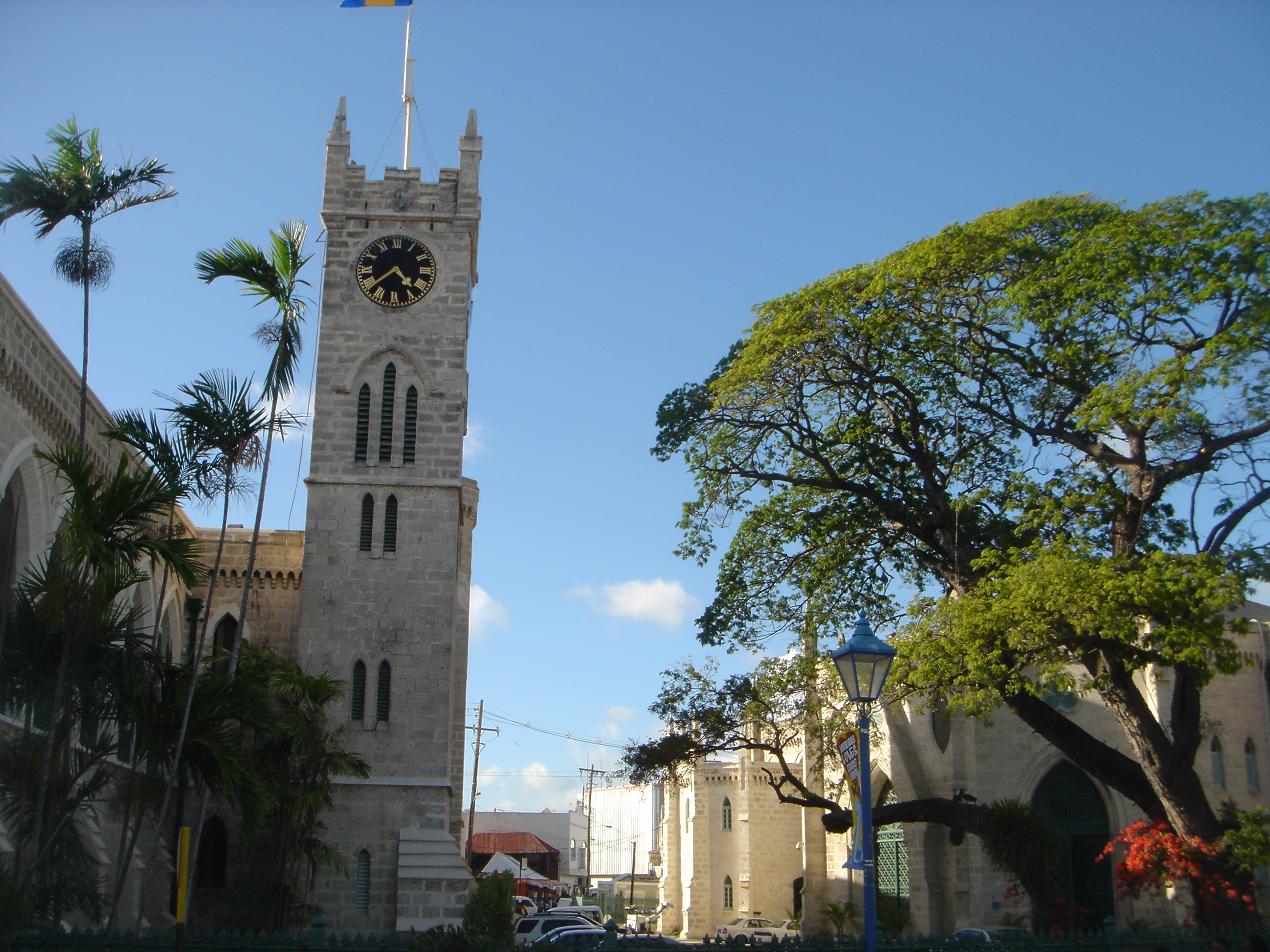
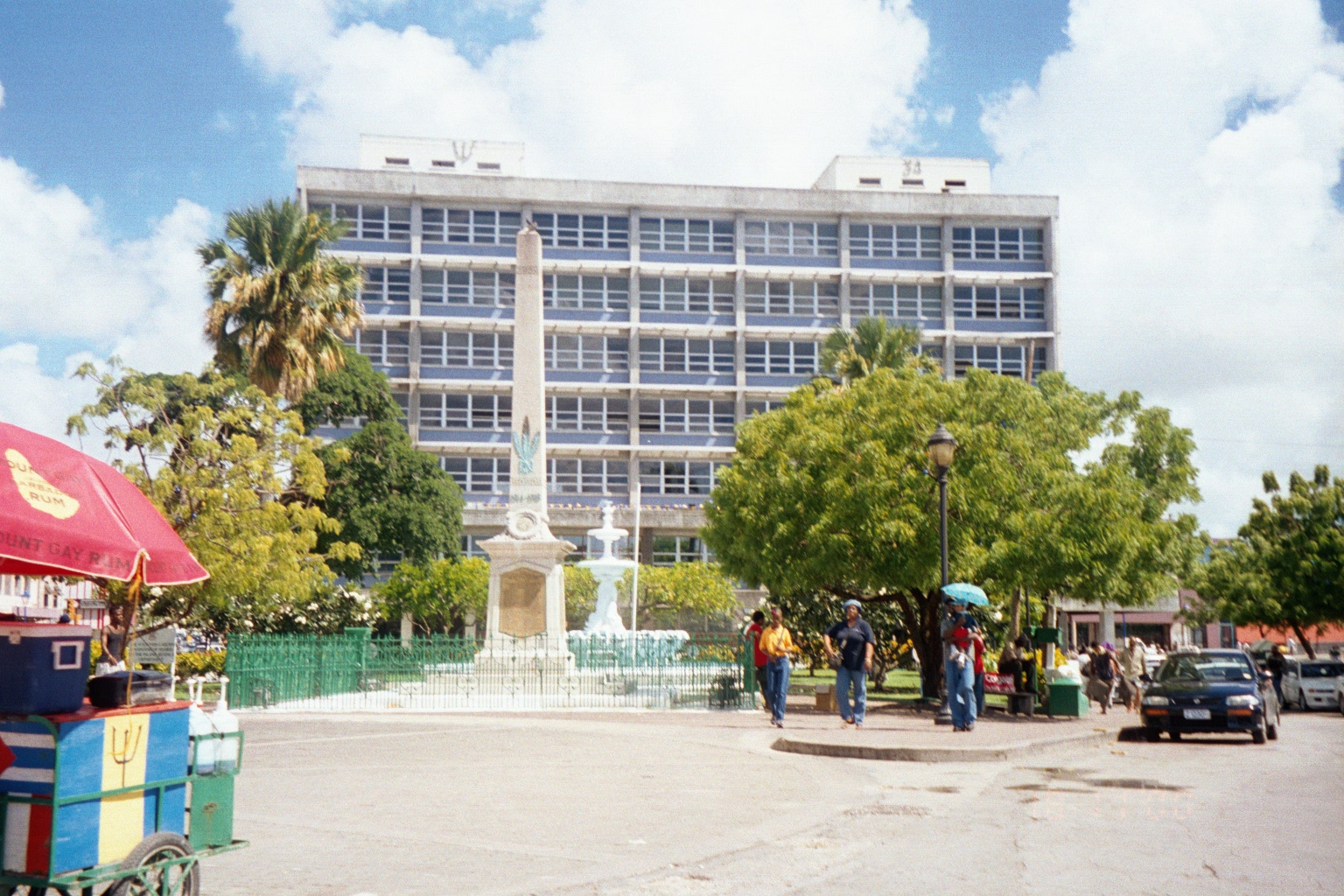
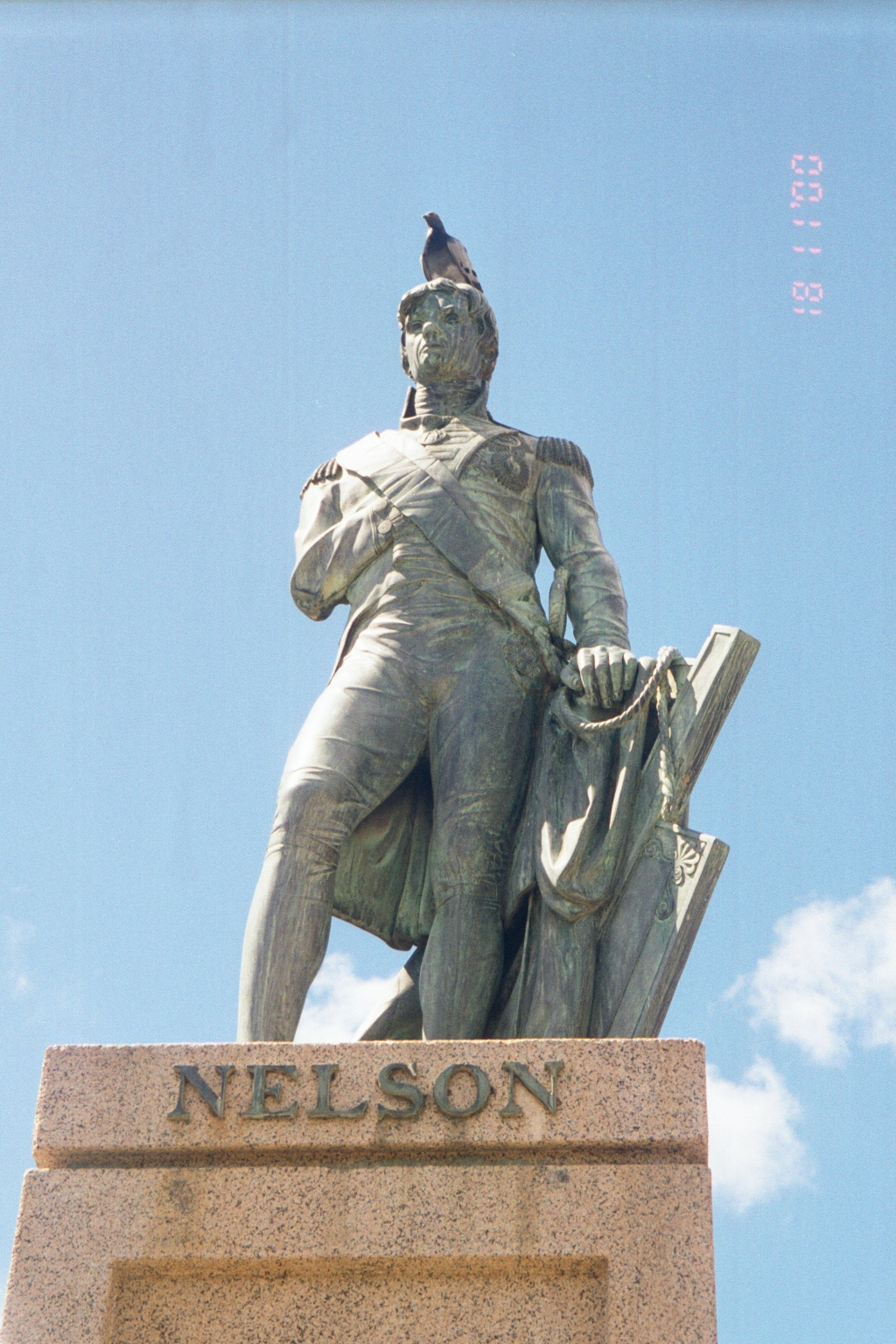
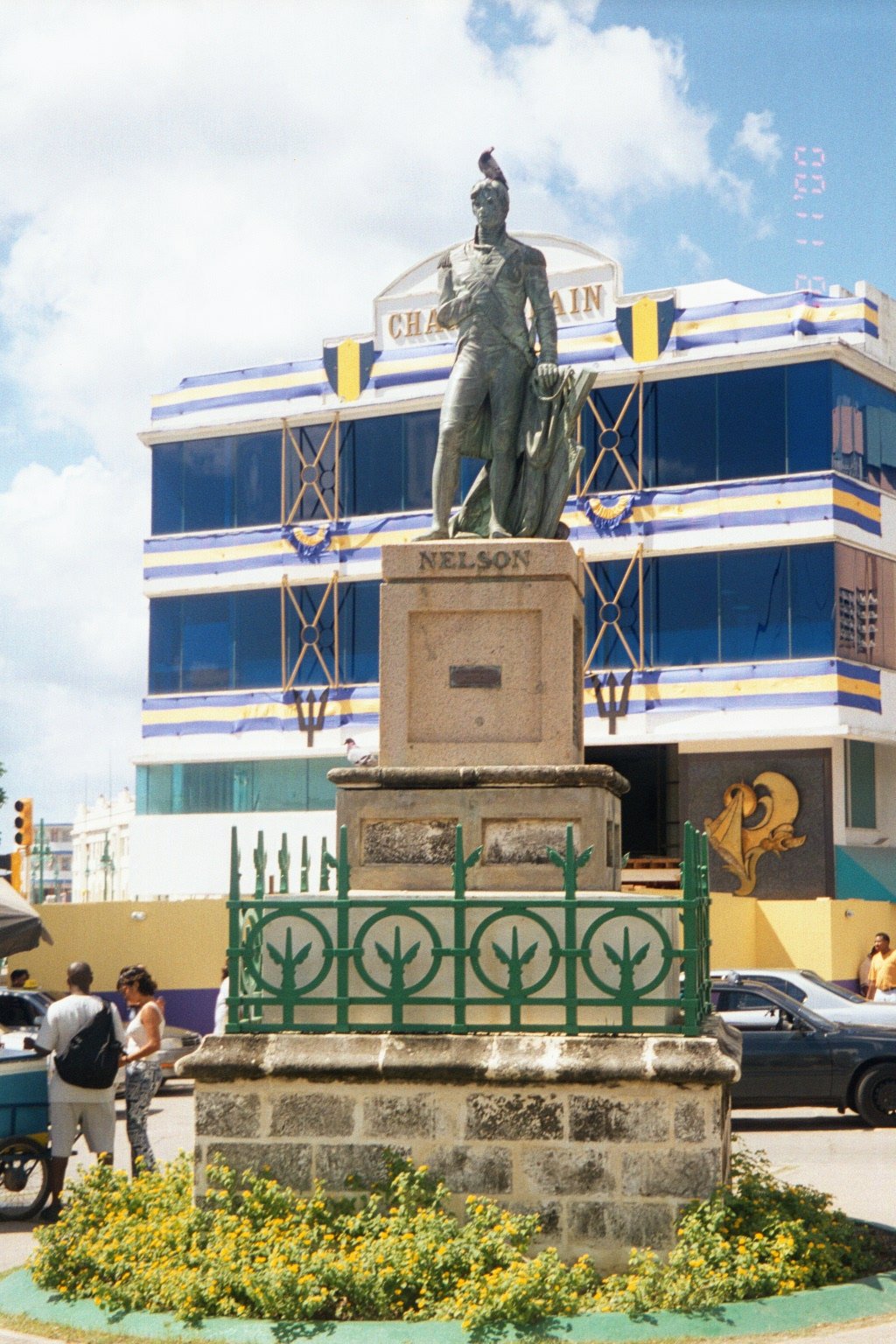
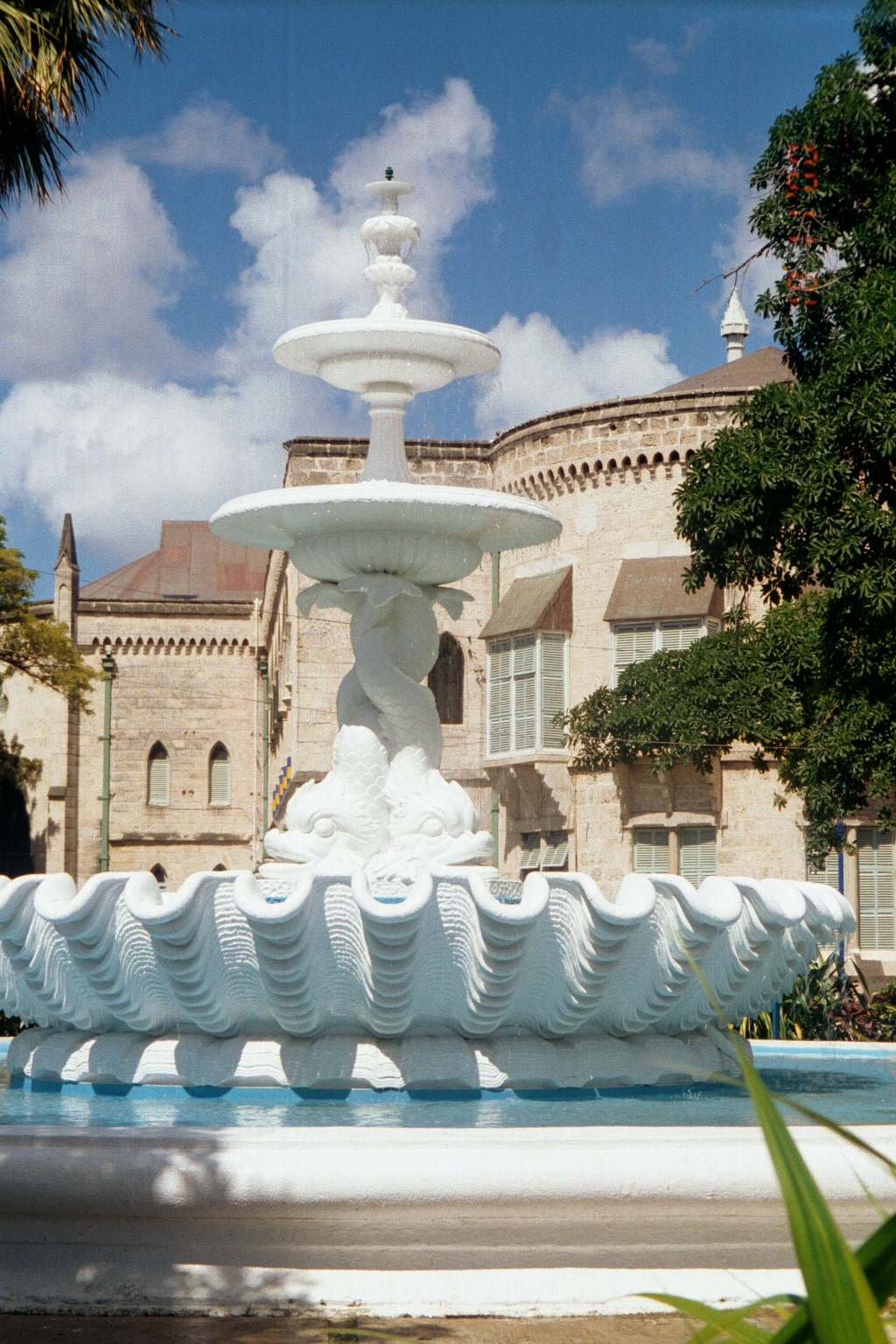